# Francisco Villa, Zempoala
Francisco Villa är en ort i Mexiko.   Den ligger i kommunen Zempoala och delstaten Hidalgo, i den sydöstra delen av landet, 80 km nordost om huvudstaden Mexico City. Francisco Villa ligger 2 585 meter över havet och antalet invånare är 702.
Terrängen runt Francisco Villa är varierad. Runt Francisco Villa är det ganska tätbefolkat, med 90 invånare per kvadratkilometer. Närmaste större samhälle är Ciudad Sahagun, 18,3 km söder om Francisco Villa. Trakten runt Francisco Villa består till största delen av jordbruksmark.